# Ludvíkov (Velká Bíteš)
Ludvíkov (německy Ludwigsdorf) je malá vesnice, část města Velká Bíteš v okrese Žďár nad Sázavou. Nachází se asi 5 km na jihovýchod od Velké Bíteše. Prochází zde silnice II/395. V roce 2009 zde bylo evidováno 22 adres. V roce 2001 zde trvale žilo 40 obyvatel.
Ludvíkov leží v katastrálním území Ludvíkov u Velké Bíteše o rozloze 1,84 km2.

## Pamětihodnosti
- Kaple
- Kamenná boží muka datovaná 1794 před kaplí